# Sam Coslow
Pour les articles homonymes, voir Coslow.
Sam Coslow, né le 27 décembre 1902 à New York (États-Unis) et mort le 2 avril 1982 à Bronxville (États-Unis), est un auteur-compositeur, chanteur, producteur et éditeur américain.

## Biographie
Sam Coslow commence à écrire des chansons à l'adolescence. Il contribue à des revues de Broadway, fonde la société d'édition musicale Spier et Coslow avec Larry Spier et effectue plusieurs enregistrements en tant qu'interprète.
Avec l'explosion des comédies musicales à la fin des années 1920, Hollywood attire de jeunes auteurs-compositeurs ambitieux et Coslow les rejoints en 1929. Coslow et son partenaire Larry Spier vendent leur entreprise d'édition à Paramount Pictures et Sam Coslow devient un auteur-compositeur de Paramount. L'une de ses premières missions pour le studio est la musique du film The Virtuous Sin (1930). Il forme un partenariat avec le compositeur Arthur Johnston (en) avec lequel il fournit les partitions de plusieurs films, dont plusieurs avec Bing Crosby.
Coslow est producteur de films dans les années 1940 et remporte l'Oscar du meilleur court métrage pour sa production Heavenly Music (en) en 1943.
Il est marié à l'actrice Esther Muir de 1934 à 1948 et ils ont une fille, Jacqueline Coslow, qui a également travaillé comme actrice. En 1953, il épouse la chanteuse de cabaret Frances King, du duo Cafe Societie Noble & King. Ils restent mariés jusqu'à sa mort en 1982. Ensemble, ils ont une fille, Cara Coslow, qui s'est fait connaître en tant que responsable du casting pour Carsey Werner Productions et productrice de la série télévisée Dante's Cove. Cara est également l'auteur de deux livres.
Au cours des années 1960, le travail de Coslow passe de la musique et du cinéma à l'analyse du marché. Coslow fonde la société d'édition Investor's Press qui publie des livres sur l'investissement et le bulletin Indicator Digest. Au cours des années 1970, Coslow écrit deux livres, Cocktails for Two, qui se concentre sur sa carrière musicale, et Super Yields, sur l'investissement. Il meurt à Bronxville en 1982.

## Liste partielle des chansons
- Bebe (musique d'Abner Silver). Une chanson de 1923 inspirée par l'actrice de cinéma Bebe Daniels.
- Beware My Heart (paroles et musique de Coslow), introduite par Vaughn Monroe dans le film Carnegie Hall de 1946.
- Cocktails for Two (musique d'Arthur Johnston), introduite par Carl Brisson dans le film de 1934 Rythmes d'amour (Murder at the Vanities), elle est devenue un hit satirique de Spike Jones.
- Daddy Won't You Please Come Home (1929, paroles et musique de Coslow), du film L'Assommeur (Thunderbolt) de 1929
- The Day You Came Along (musique d'Arthur Johnston). Introduite par Bing Crosby et Judith Allen dans le film Too Much Harmony de 1933
- Deedle Deedle Dum (avec Al Sherman et Irving Mills).
- Heart Sickness Blues (écrit avec Peter DeRose). Première chanson publiée, enregistrée par les Louisiana Five en 1918.
- Hot Voodoo (musique de Ralph Rainger) et You Little So and So (musique de Leo Robin) du film de 1932 Blonde Venus
- (If You Can't Sing It) You'll Have to Swing It (Mr. Paganini) (en), fortement associée à Ella Fitzgerald.
- I'm in Love with the Honorable Mr. So-and-So (paroles et musique de Coslow)
- In the Middle of a Kiss (1935, paroles et musique de Coslow). Du film de Paramount Pictures Qui ? (College Scandale).
- Just One More Chance (musique d'Arthur Johnston). Le premier grand succès de Crosby en tant qu'artiste solo.
- Kiss and Run (1950 paroles et musique de Coslow). Interprété en duo par Sonny Rollins et Clifford Brown
- Learn to Croon (musique d'Arthur Johnston). Introduit par Crosby dans le film College Humor de 1933
- My Old Flame  (musique d'Arthur Johnston). Introduit par Mae West avec Duke Ellington et son orchestre dans le film Ce n'est pas un péché (Belle of the Nineties, 1934)
- Sing, You Sinners (musique de W. Franke Harling). Introduit par Lillian Roth dans le film Honey de 1930
- Thanks (musique d'Arthur Johnston). Introduit par Crosby et Judith Allen dans le film Too Much Harmony de 1933
- Tomorrow Night (en) (1939, avec Wilhelm Grosz). Plus tard reprise par Elvis Presley et bien d'autres.
- True Blue Lou (musique de Richard Whiting) du film de 1929 La Danse de la vie
- « Wanita » (musique d'Al Sherman), une chanson de 1923 rendue populaire par l'icône de l'ère du jazz, Al Jolson.
- (Up on Top of a Rainbow) Sweepin 'the Clouds Away (1930 paroles et musique de Coslow). Joué dans le film de Paramount Picture Paramount on Parade (1930). Popularisé par Maurice Chevalier, il a également été utilisé comme l'un des thèmes du documentaire de 1969 Le Chagrin et la Pitié.
- Five Little Miles from San Berdoo (1951 paroles et musique de Coslow). Interprété par Jane Russell dans le film Fini de rire (His Kind of Woman) de RKO Pictures de 1951. Version studio enregistrée par Jane Russell sortie en 1977 chez Prestige Elite Records.

### Publications
- Super Yields: How to Get the Highest Possible Returns on your Savings and Investments (1975)
- Cocktails for Two: The Many Lives of Giant Songwriter Sam Coslow (1977)